# Aguasuelas
Aguasuelas är en ort i Mexiko.   Den ligger i kommunen Las Vigas de Ramírez och delstaten Veracruz, i den sydöstra delen av landet, 220 km öster om huvudstaden Mexico City. Aguasuelas ligger 2 496 meter över havet och antalet invånare är 279.
Terrängen runt Aguasuelas är huvudsakligen kuperad, men söderut är den bergig. Runt Aguasuelas är det ganska tätbefolkat, med 90 invånare per kvadratkilometer. Närmaste större samhälle är Xalapa, 17,2 km sydost om Aguasuelas. I omgivningarna runt Aguasuelas växer i huvudsak blandskog.